# Darko Jelčić
Darko Jelčić (Zenica, 1. januar 1965), poznat i kao Cunja, bosanskohercegovački je muzičar, bivši bubnjar Crvene jabuke (od osnivanja 1985. do 2017. godine). Pored Dražena Žerića Žere, on je jedini stalni član koji je bio u svakoj promjeni 38 članova postave kroz koju je bend prošao do 2018. godine.

## Karijera
Jelčić je kao dijete volio da sluša ploče (posebno narodne umjetnike poput Safeta Isovića, Kemala Montena i Halida Bešlića, kao i bendove poput Indeksa). Kada je imao 13 godina ujak mu je kao božićni poklon kupio komplet bubnjeva, a Jelčić je brzo naučio da svira ovaj instrument bez pomoći drugih.
Godine 1974, Jelčić se sa porodicom preselio u Sarajevo i osnovao bend Flott. Iako je bend uglavnom svirao progresivni pop i imao veliki uticaj na jugoslovenskoj sceni, nisu bili previše uspješni i raspali su se nakon djelovanja manje od deset godina.
U 1980-im, kada je pokret novi primitivizam došao na muzičku scenu, a Flott se raspao, Jelčić se počeo družiti po raznim barovima u nadi da će privući pažnju. U međuvremenu je objavio dva solo albuma: Cunja 1983. i Isti život 1984. godine.
U aprilu 1985. Jelčić je pozvan na audiciju za bend koji je tražio bubnjara. Taj bend je bio Crvena jabuka. Grupa je izdala svoj debitantski album u proljeće sljedeće godine, a pokazalo se da je bio veliki uspjeh. Nakon izdavanja albuma, Crvena jabuka krenula je na svoj prvi nastup u Mostaru. Međutim, dogodila se nesreća; bend je uzeo dva automobila, a u jednom od njih su u saobraćajnoj nezgodi poginuli basista Aljoša Buha i pjevač/gitarista Dražen Ričl.
U znak sjećanja na dva člana, Crvena jabuka (kao i mnogi drugi bendovi) održali su tribjut koncert na Skenderiji u Sarajevu, 10. oktobra 1986. Dok je bend imao namjeru otići na jednogodišnji prekid šutnje, odlučili su se vratiti u studio i dovršili su svoj rad (drugi studijski album, počast Buhi i Ričlu). Bend je radio kao trodijelni bend za ovaj album i ostatak osamdesetih.
Jelčić je većinu vremena proveo u Ratu u BiH, ali je 1990. objavio drugi studijski album — Ploče u prozoru.
Žera je 1994. godine ponovno udružio snage s Jelčićem i odlučio da je vrijeme za obnovu Crvene jabuke. Nakon obnove, ponovo su imali velikog uspjeha sa zvukom usmjerenim na odrasle, za razliku od stila muzike 1980-ih. Jelčić je objavio još dva albuma: Cunja 2 1997. i Sve najbolje 1999. godine.
Cunja je ljeta 2017. godine, nakon sukoba sa glavnim članom Crvene jabuke Žerom (uglavnom zbog neisplaćivanja honorara njemu i drugim članovima benda), obznanio da napušta bend.

## Diskografija

### 
- (1974)
- Ljubav u zatvoru (1978)
- Život je lijep (1979)
- Kosa u suncu (1981)
- (1982)
- (1984)
- (1985)

### Crvena jabuka

#### Studijski albumi
- Crvena jabuka (1986)
- Za sve ove godine (1987)
- Sanjati (1988)
- Tamo gdje ljubav počinje (1989)
- Nekako s proljeća (1991)
- U tvojim očima (1996)
- Svijet je lopta šarena (1998)
- Sve što sanjam (2000)
- Tvojim željama vođen (2002)
- Oprosti što je ljubavna pjesma (2005)
- Duša Sarajeva (2007)
- Volim te (2009)

#### Lajv albumi
- Uzmi me (kad hoćeš ti) (1990)
- (1998)
- Riznice sjećanja (1999)

#### Kompilacije
- Ima nešto od srca do srca (1993)
- Moje najmilije (1997)
- Antologija (2003)
- Zlatna kolekcija (2005)

### Solo
- Cunja (1983)
- Isti život (1984)
- Ploče u prozoru (1989/90)
- Cunja  (1997)
- Bez kraja – sve najbolje (1999) [kompilacija]
- Dame i gospodo (2002) [boks-set s muzikom Flott-a, Crvene jabuke i Darka Jelčića)

## Spoljašnje veze
- Darko Jelčić na sajtu  (jezik: engleski)
- Darko Jelčić na sajtu